# Garland (Wyoming)
Garland é uma Região censo-designada no estado norte-americano de Wyoming, no Condado de Park.

## Demografia
Segundo o censo norte-americano de 2000, a sua população era de 95 habitantes.

## Geografia
De acordo com o United States Census Bureau tem uma área de
8,0 km², dos quais 8,0 km² cobertos por terra e 0,0 km² cobertos por água. Garland localiza-se a aproximadamente 1297 m acima do nível do mar.

## Localidades na vizinhança
O diagrama seguinte representa as localidades num raio de 44 km ao redor de Garland.